# Frank Balistrieri
Frank Peter Balistrieri (Milwaukee, 27 maggio 1918 – Milwaukee, 7 febbraio 1993) è stato un mafioso statunitense di origini siciliane, boss  della famiglia di Milwaukee dal 1961 al 1993. È stato un personaggio chiave nella cosiddetta "scrematura" dei casinò di Las Vegas durante gli anni '70 e '80.

## Biografia
Alla fine degli anni ’50, Frank Balistrieri sposò Antonina Alioto, anche lei di origini siciliane e figlia del boss della famiglia mafiosa di Milwaukee, John Alioto. Insieme ebbero quattro figli.

## Carriera criminale
Nel 1961, Balistrieri prese il posto del suocero ormai in pensione e divenne il nuovo capo della famiglia mafiosa di Milwaukee. Secondo i registri dell'FBI, sempre nel 1961 Balistrieri entrò in conflitto con il boss della mafia di Chicago, Tony Accardo, perché l’anno precedente avrebbe ordinato l’omicidio dell’operatore di nightclub Izzy Pogrob senza il consenso di Accardo. I documenti dell’FBI indicano anche che Balistrieri controllava alcune operazioni legate al gioco d’azzardo in Wisconsin e che, nel 1963, partecipò a un incontro a Chicago con alcuni membri della malavita organizzata, durante il quale gli fu affidato il controllo delle scommesse illegali nel nord dell’Illinois.
Nel 1971 Balistrieri fu condannato per evasione fiscale e scontò una pena di due anni in una prigione del Minnesota.
Tra le sue attività lecite figuravano la promozione di incontri di boxe, la distribuzione di apparecchi automatici, oltre alla proprietà di bar, ristoranti e locali di striptease, incluso uno chiamato "The Scene".
Nel maggio del 1974, Balistrieri si incontrò a Las Vegas con Nicholas Civella, boss della mafia di Kansas City. In quell’occasione conobbe anche l’imprenditore Allen Glick, che aveva da poco acquistato i casinò Stardust e Fremont grazie a un prestito di 62,75 milioni di dollari ottenuto dal fondo pensione dei Teamsters. A insistenza di Balistrieri, che aveva organizzato il finanziamento, Glick affidò a Frank Rosenthal la gestione dei casinò.
Nel 1977, l'FBI avviò un'operazione sotto copertura a Milwaukee, mirata proprio a catturare Balistrieri. L’agente speciale Joseph Pistone, noto con il nome in codice "Donnie Brasco", fu inviato da New York a Milwaukee per avviare un’impresa fittizia di distributori automatici. L’anno successivo, l’FBI identificò pubblicamente Balistrieri come figura di spicco della criminalità organizzata in città. Sempre nel 1978, August Palmisano — giocatore d’azzardo condannato, presunto mafioso di Milwaukee e sospetto informatore — fu ucciso in un attentato dinamitardo. Le autorità sospettarono Balistrieri, ma non venne mai incriminato.
Poco dopo, Balistrieri e Civella entrarono in contrasto per la spartizione dei profitti derivanti dalle attività di skimming ("scrematura" ovvero la sottrazione illecita di denaro) nei casinò, tanto da richiedere un arbitrato da parte della famiglia mafiosa di Chicago, conosciuta come "Chicago Outfit". Il verdetto, deciso dal boss Joseph Aiuppa e dal suo vice Jackie Cerone, stabilì che l’Outfit avrebbe ricevuto una “tassa” del 25% sugli introiti dello skimming.
Balistrieri incolpò Frank Rosenthal, rappresentante dell’Outfit allo Stardust, dei suoi problemi a Las Vegas. Nel 1982, Rosenthal scampò per un soffio a un attentato dinamitardo nella sua auto, attentato che fu attribuito a Balistrieri.

## L'arresto e la prigione
Il 9 ottobre 1983, Frank Balistrieri fu condannato per cinque capi d’accusa legati al gioco d’azzardo e all’evasione fiscale, in relazione ad un giro di scommesse sportive che, tra il 1977 e il 1980, gli fruttarono almeno 2.000 dollari al giorno. Le indagini dell’FBI coinvolsero anche il Shorecrest Hotel, di proprietà del figlio di Balistrieri, Joseph, e culminarono in una perquisizione nella casa di famiglia, durante la quale gli agenti sfondarono la porta d’ingresso con un martello pneumatico.
L’11 aprile 1984, Balistrieri e i suoi figli furono condannati per tentata estorsione ai danni di un’azienda di distributori automatici. Il 29 maggio dello stesso anno, il boss mafioso fu condannato a 13 anni di reclusione e a una multa di 30.000 dollari da un tribunale di Milwaukee. A giugno, anche i figli ricevettero una condanna a otto anni, poi ridotta a cinque. Entrambi avvocati, subirono la sospensione della licenza legale, che fu successivamente revocata in modo permanente.
Nel settembre 1985, Balistrieri fu processato a Kansas City insieme ad altri otto imputati per aver sottratto illecitamente circa 2 milioni di dollari dagli incassi dei casinò gestiti dall’Argent Corporation. Il 1° gennaio 1986, Balistrieri si dichiarò colpevole di associazione a delinquere e racket. Fu condannato a 10 anni di carcere e a una multa di 20.000 dollari. Questa condanna fu fatta decorrere in contemporanea con quella già in corso di 13 anni, inflitta nel 1984.

## Morte
Il 5 novembre 1991, Frank Balistrieri fu rilasciato anticipatamente dal carcere a causa delle sue precarie condizioni di salute. Nel dicembre del 1992 fu ricoverato presso il St. Mary's Hospital di Milwaukee (oggi Columbia St. Mary's), presumibilmente per essere sottoposto a un intervento chirurgico al colon.
Balistrieri morì il 7 febbraio 1993, all’età di 74 anni, nella sua città natale di Milwaukee.